# Санкт-Петербург (биржа)
«Восточная биржа» (до 2024 года — биржа «Санкт-Петербург») — товарная биржа, расположенная во Владивостоке. 
Создана 31 января 1991 года по Решению Президиума Ленинградского городского Совета народных депутатов и является старейшей биржей в современной российской истории. АО «Восточная биржа» обладает лицензией на организацию биржевой торговли № 040-006 от 13.12.2013 года.

## История развития
В 1991 году товарный рынок биржи был представлен широкой номенклатурой товаров, производимых в СССР: продовольствие, стройматериалы, древесина, самолёты, корабли, автомобили, различные металлы и товары народного потребления. С развитием рыночной экономики, при формировании новых связей «производитель-потребитель», товарный рынок биржи менял своё значение в распределении товарных потоков. С торгов уходили товары народного потребления, уступая место классическим биржевым товарам.
«Биржа Санкт-Петербург» проводит электронные торги нефтепродуктами, металлами, лесом и лесоматериалами, минеральными удобрениями, зерном, сахаром, каменным углём, нерудными материалами, стройматериалами, квотами на водные биоресурсы и фьючерсами на валютные пары. С 1991 года «Биржа Санкт-Петербург» проводит конкурсы и аукционы. На торгах, проводимых биржей, осуществляется продажа имущества предприятий, дебиторской задолженности, прав аренды объектов недвижимости, конфиската, экспортных и импортных квот. 
С 1994 года «Биржа Санкт-Петербург» проводит торги на рынке фьючерсных и опционных контрактов. В сентябре 2001 года биржа вступила в проект РТС по организации срочного рынка, предоставив РТС свои методологию и технологии срочного рынка. Совместный проект бирж получил название ФОРТС, в котором РТС является организатором торгов, а «Биржа Санкт-Петербург» — резервным техническим центром. В апреле 2010 года на бирже стартовали первые в России торги беспоставочным фьючерсом на дизель.
«Биржа Санкт-Петербург» обладает широкой региональной сетью: к торговым системам, обслуживаемых «Биржей Санкт-Петербург», подключены участники из более чем 30 городов, среди которых Санкт-Петербург, Москва, Екатеринбург, Ростова-на-Дону, Самара, Казань, Новосибирск, Нижневартовск, Когалым, Уфа, Абакан, Салехард и других городов Российской Федерации. Представительства биржи открыты в Мурманске, Челябинске и Улан-Удэ.
В 2024 году АО «Биржа «Санкт-Петербург» была переименована в АО «Восточная биржа имени В. В. Николаева» и перерегистрирована из Санкт-Петербурга во Владивосток. 
В декабре 2024 года биржа начала подключение брокеров. По состоянию на декабрь 2024 года бирже подключились шесть брокеров, среди которых «БКС Мир инвестиций», «АЛОР+», «Цифра брокер».
В 2025 году на бирже планируется проведение IPO нефтегазохимической компании «Сибур».

## Современный биржевой комплекс
19 июля 2002 года состоялось торжественная закладка первого в Санкт-Петербурге биржевого здания, адаптированного под биржевые технологии, с участием губернатора Санкт-Петербурга Яковлева В. А. 15 мая 2008 года состоялось открытие нового здания биржевого комплекса. «Биржа Санкт-Петербург» обладает собственным высокотехнологичным центром хранения и обработки данных (дата-центр).

## Торговая система
Электронная торговая система биржи сертифицирована: сертификат соответствия РОСС RU/МП06.С00015. Торговая система «Биржи Санкт-Петербург» является собственной разработкой.

## Биржевой совет
1. Карташов Анатолий Германович — член Совета Директоров ЗАО «Биржа „Санкт-Петербург“»
2. Соколовский Сергей Иванович — директор ООО «Европейская трейдинговая компания»
3. Иванов Валерий Николаевич — коммерческий директор ЗАО «Хэлп Ойл»
4. Леонтьев Сергей Николаевич — руководитель обособленного подразделения ООО «Октаника» в Санкт-Петербурге
5. Лелюхин Сергей Егорович — генеральный директор АО «Дальневосточный аукционный рыбный дом»